# Jupiter Farms
Jupiter Farms es un lugar designado por el censo ubicado en el condado de Palm Beach en el estado estadounidense de Florida. En el Censo de 2010 tenía una población de 11.994 habitantes y una densidad poblacional de 308,73 personas por km².

## Geografía
Jupiter Farms se encuentra ubicado en las coordenadas 26°55′21″N 80°13′5″O / 26.92250, -80.21806. Según la Oficina del Censo de los Estados Unidos, Jupiter Farms tiene una superficie total de 38.85 km², de la cual 38.78 km² corresponden a tierra firme y (0.17%) 0.06 km² es agua.

## Demografía
Según el censo de 2010, había 11.994 personas residiendo en Jupiter Farms. La densidad de población era de 308,73 hab./km². De los 11.994 habitantes, Jupiter Farms estaba compuesto por el 94.76% blancos, el 1.18% eran afroamericanos, el 0.23% eran amerindios, el 0.99% eran asiáticos, el 0.03% eran isleños del Pacífico, el 1.16% eran de otras razas y el 1.66% pertenecían a dos o más razas. Del total de la población el 8.64% eran hispanos o latinos de cualquier raza.